# Bulbul de Sharpe
Alophoixus frater · Bulbul jumeau
Espèce
Statut de conservation UICN

LC : Préoccupation mineure
Le Bulbul de Sharpe ou Bulbul jumeau (Alophoixus frater) est une espèce d'oiseaux de la famille des Pycnonotidae.

## Répartition
Cette espèce est présente sur l'île de Palawan et dans les îles Calamian, aux Philippines.

## Classification
Le nom valide complet (avec auteur) de ce taxon est Alophoixus frater (Sharpe, 1877).
L'espèce a été initialement classée dans le genre Criniger sous le protonyme Criniger frater Sharpe, 1877,
Ce taxon porte en français le nom vernaculaire ou normalisé suivant : Bulbul jumeau.

## Publication originale
- (en) R. Bowdler Sharpe, « On the Birds collected by Professor J. B. Steere in the Philippine Archipelago », Transactions of the Linnean Society of London: Zoology, Linnean Society of London, vol. 1, no 6,‎ novembre 1877, p. 307-356 (ISSN 1945-9440 et 1945-9343, lire en ligne).